# Internationale Kinohalle Pjöngjang
Die Internationale Kinohalle Pjöngjang (평양국제영화회관) ist ein zentral gelegenes Filmtheater in Pjöngjang. Es werden hier nationale wie ausländische Produktionen gezeigt. Internationale Bekanntheit erlangte es, da es als Ort für die Eröffnung- und Abschlusszeremonie des seit 1987 stattfindenden Pyongyang International Film Festival dient.
Es wurde Mai 1988 eröffnet. Die Kinosäale fassen je 2.000, 600, 300, 100 und zweimal 50 Zuschauer. Das Gebäude befindet sich auf der Insel Yanggak (Bezirk Chung-guyŏk) am Fluss Taedong-gang. Mit der Yanggak-Brücke ist das Kino mit dem Festland verbunden.